# マネルブ
マネルブ（仏: Manerbe）は、フランスのノルマンディー地域圏、カルヴァドス県に属するコミューン。

## 地理
オージュ地方に属し、県都カーンから東に35km、リジューからは北西に10kmほどいったところに位置する。ゆるやかな丘陵地にあり、東部ではプレ・ドージュ川とその支流が丘と丘の谷間を流れる。この地方の多くの農村と同じく、いくつかの集落が集まり一つのコミューンを形成している。北でル・トルケンヌと、北東でコカンヴィリエと、東でウイリー＝ル＝ヴィコントと、南東でサン＝デジールと、南でル・プレ＝ドージュと、南西でモントルイユ＝アン＝オージュとサン＝トゥーアン＝ルー＝パンと、西でラ・ロック＝ベナールとオヴィラールと、北西でフォルモンタンとそれぞれ接する。このうち、オヴィラールとは10mほどしか接していない。幹線道路のD270が東部を南北に通る。

## 行政
- 首長 - ローラン・メイユー（Laurent Mayeux、無所属、2008年3月から） スポーツインストラクター
- 前首長 - アンドレ・マリー（André Marie、無所属、2000年から2008年3月まで）

## 人口の推移[1]
| 1962年 | 1968年 | 1975年 | 1982年 | 1990年 | 1999年 | 2006年 | 2007年 |
| ------ | ------ | ------ | ------ | ------ | ------ | ------ | ------ |
| 379    | 301    | 271    | 332    | 498    | 500    | 469    | 465    |

## 観光スポット
- 聖ジャンバプテスト教会 - 1926年7月17日に歴史的建造物に指定された[2]